# Luchowo (gromada)
Luchowo – dawna gromada, czyli najmniejsza jednostka podziału terytorialnego Polskiej Rzeczypospolitej Ludowej w latach 1954–1972.
Gromady, z gromadzkimi radami narodowymi (GRN) jako organami władzy najniższego stopnia na wsi, funkcjonowały od reformy reorganizującej administrację wiejską przeprowadzonej jesienią 1954 do momentu ich zniesienia z dniem 1 stycznia 1973, tym samym wypierając organizację gminną w latach 1954–1972.
Gromadę Luchowo z siedzibą GRN w Luchowie utworzono – jako jedną z 8759 gromad na obszarze Polski – w powiecie wyrzyskim w woj. bydgoskim, na mocy uchwały nr 24/18 WRN w Bydgoszczy z dnia 5 października 1954. W skład jednostki weszły obszary dotychczasowych gromad Luchowo, Chlebno, Kościerzyn Mały, Rataje, Szczerbin i Trzeboń ze zniesionej gminy Łobżenica w tymże powiecie. Dla gromady ustalono 25 członków gromadzkiej rady narodowej.
31 grudnia 1959 z gromady Luchowo wyłączono niektóre parcele z obrębów Luchowo i Rataje, włączając je do miasta Łobżenicy w tymże powiecie.
31 grudnia 1961 do gromady Luchowo włączono obszar zniesionej gromady Wiktorówko oraz wsie Liszkowo i Famianowo ze zniesionej gromady Liszkowo w tymże powiecie.
Gromada przetrwała do końca 1972 roku, czyli do kolejnej reformy gminnej.